# 마가다-코살라 전쟁
마가다-코살라 전쟁은 마가다의 하리얀카 왕조와 이웃한 코살라 사이의 군사적 갈등이다. 이 갈등은 힌두교, 불교 및 자이나교 등의 고대 인도 문헌에 언급되어 있다. 이 갈등은 카시를 포함한 그들의 영토를 합병한 코살라의 패배로 끝났다.

## 전쟁

### 배경
파세나디의 아들이자 코살라의 왕인 비두다바는 한때 코살라의 일부였던 샤카 공화국과 콜리야 공화국을 침공하여 그들의 영토를 정복하려 했다. 양측 모두 막대한 인명 피해를 입은 긴 전쟁 끝에 비두다바는 마침내 사캬와 콜리야를 정복하는 데 성공했다. 이 전쟁의 세부 사항은 후대의 불교 기록에 의해 과장되었다.
비두다바의 침공은 비두다바의 어머니가 된 노예 소녀를 아버지에게 시집보낸 것에 대한 보복 때문이라고 주장했다. 실제로는 비두다바의 샤카 침공이 마가다 국왕 아자타샤트루가 밧지 공주의 아들이었고, 따라서 어머니의 고향 땅에 관심이 있었기 때문에 밧지 동맹을 정복한 것과 비슷한 동기를 지녔을 가능성이 있다.

### 코살라-카시 합병
샤카족을 정복하는 동안 코살라가 입은 막대한 인명 손실로 인해 코살라는 곧 동쪽 이웃인 마가다에 합병되었고 비두다바는 아자타샤트루에게 패배하며 살해당했다.
아자타샤트루는 정복과 확장 정책을 펼쳤다. 그는 코살라 왕을 비롯한 이웃 라이벌들을 물리쳤고, 그와 대립하던 그의 형제들은 빔비사라에게 지참금으로 받은 카시로 가서 마가다와 코살라 사이의 전쟁을 일으켰다. 아자타샤트루는 카시-코살라를 점령하고 다른 작은 왕국들을 점령했다. 아자타샤트루의 치세에 마가다는 이윽고 북인도에서 가장 강력한 왕국이 되었다.
마가다의 마하파드마 난다의 통치하에서 코샬라는 반란을 일으켰지만 곧 진압되었고 이후 코샬라는 영원히 재기하지 못했다.